# مؤتمر علمي

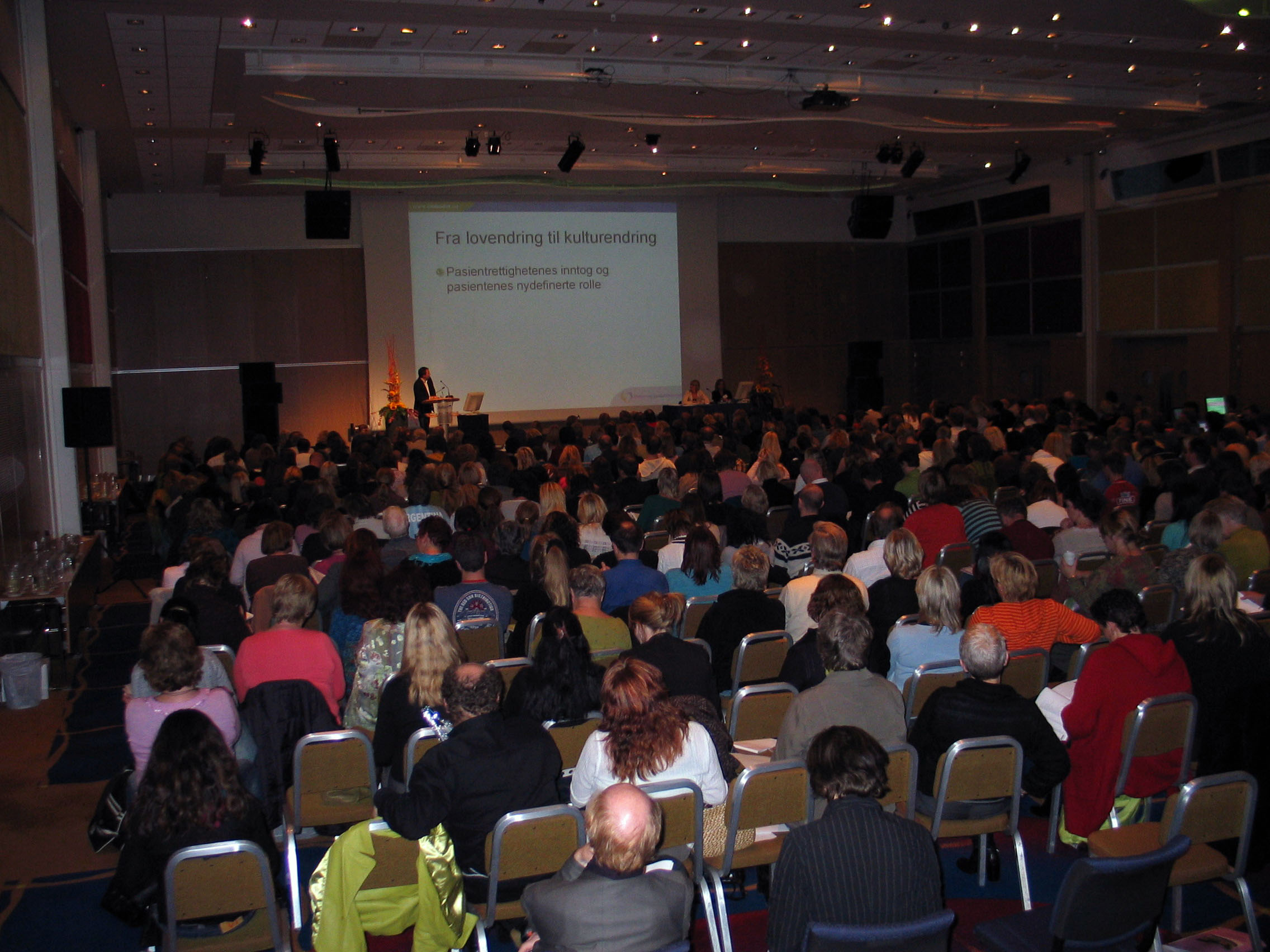

يجتمع في المؤتمر العلمي عدد من الباحثين (الأكاديميين أو غير الأكاديميين) لعرض ومناقشة أعمالهم ونتائج أبحاثهم، وتعتبر المؤتمرات العلمية إضافة إلى المجلات العلمية المحكمة المنصات الأكثر انتشاراً في العرف الأكاديمي لنشر الأبحاث وعرض ومناقشة النتائج، ويختلف المؤتمر عن الندوة العملية في أن عدد المشاركات عادة ما يكون أكبر، كما أن المشاركات المطروحة في الندوة عادة ما تتنمي لموضوع واحد محدد بينما يغطي المؤتمر مجالاً أوسع وعدداً من المواضيع المترابطة، ويختلف المؤتمر أيضاً عن ورشة العمل في نوعية المواضيع المطروحة، حيث تغطي ورشة العمل في العادة موضوعاً واحداً محدداً وكثيراً ما تكون المشاركات فيه ذات طابع تطبيقي.

## تنظيم المؤتمر
يتم تنظيم المؤتمرات والدعوة لها بالعادة من قبل الجامعات وغيرها من المؤسسات التعليمية والبحثية، وقد تتعاون عدة مؤسسات أو جامعات فيما بينها لتنظم مؤتمر ما، وقد تقوم أيضاً بعض الشركات التجارية أو الصناعية برعاية بعض المؤتمرات، إما دعماً لها ولموضوعها البحثي أو رغبة ببعض الدعاية الإعلامية، ويتم تنظيم المؤتمر على واحد من المستويات التالية:
- المؤتمر الوطني: يشارك فيه باحثون من نفس البلد.
- المؤتمر الإقليمي: يشارك فيه باحثون من منطقة جغرافية متجانسة (مؤتمر عربي أو أوروبي أو أفريقي على سبيل المثال).
- المؤتمر العالمي: يشارك فيه باحثون من شتى أصقاع العالم.

وتبدأ الجهة المنظمة بالإعلان عن المؤتمر وتوضيح المعلومات الأساسية عنه، كاسم المؤتمر والمواضيع التي يغطيها والجهة المنظمة له ومكان وزمان المؤتمر وأعضاء اللجنة التظيمية له، كما يتم الإعلان أيضاً عن التواريخ النهائية لاستلام الأبحاث وللتسجيل في المؤتمر، وعن السياسة التي سيتبعها المؤتمر في قبول الأبحاث ثم نشرها بعد نهاية المؤتمر.

تبدأ بعد ذلك عملية تحكيم الأبحاث، والتي يتم فيها مراجعة الأبحاث المتقدمة ثم مخاطبة أصحابها إما بالقبول أو الرفض، وتختلف جدية وشدة عملية التحكيم من مؤتمر لآخر، مما يؤثر على سمعة المؤتمر وجودة الأبحاث المعروضة فيه، وتتخذ بعض المؤتمرات سياسة مختلفة، حيث لا تقوم بفتح المجال أمام الجميع للتقدم بأوراق علمية، وإنما تقوم باستكتاب باحثين معينين وتقصر المشاركة على هؤلاء الباحثين، بينما تفتح المجال لبقية العامة والمعتمين للحضور والمشاركة في النقاش.

ويتم توزيع الأوراق المقبولة في المؤتمر على عدة جلسات، تتضمن كل جلسة عدداً من الأوراق المتجانسة، وقد ينظم المؤتمر على شكل عدة جلسات متزامنة (في نفس الوقت)، خاصة عندما يكون عدد الأوراق المعروضة كبيراً، ويرأس كل جلسة في العادة أحد الباحثين، فيقوم بتقديم المشاركين وتوزيع الوقت بينهم وإدارة النقاش بعد حديث كل منهم، ويقوم كل باحث بعرض مختصر لبحثه لعدة دقائق، يتبع ذلك فتح المجال لأسئلة الحضور ومناقشة الباحث.

وتختتم بعض المؤتمرات بجلسات نقاش للتوصل لصياغة توصيات لهذا المؤتمر، تقوم بها عادة لجنة تشكل من الباحثين المشاركين في المؤتمر، وعادة ما تقرأ التوصيات في الجلسة الختامية ثم تنشر في ملحق خاص، وقد ترسل أيضاً لوسائل الإعلام.

## عملية النشر
عادة ما تعطى الأبحاث المنشورة في المجلات العلمية المحكمة قيمة اعتبارية أكبر من تلك المنشورة في المؤتمرات، حيث أن عملية التحكيم في المجلات عادة ما تكون أكثر جدية، علاوة على أن بعض المؤتمرات لا تقوم بعملية التحكيم أصلاً، كما أن الباحثين عادة ما يلجؤون لنشر أعمال أكثر نضجاً في المجلات العلمية المحكمة من تلك التي يقدمونها في المؤتمرات، إلا أن الوضع بدأ بالتغير مؤخراً، خاصة في تخصصات العلوم الحياتية والهندسة، حيث يلجأ الكثير من الباحثين لنشر أفضل أبحاثهم في المؤتمرات، وذلك بسبب بطء وطول عملية النشر في المجلات العلمية مقارنة بالمؤتمرات، كما أن كثيراً من المؤتمرات في هذه التخصصات لا تقل جدية ولا حرفية في عملية التحكيم من المجلات العلمية المحكمة، مما يعطيها مصداقية كبيرة في الأوساط العلمية.
وتنشر أبحاث المؤتمر عادة في ملحق خاص يسمى بـ "وقائع أعمال المؤتمر"، وتقوم بعض المؤتمرات بالتعاقد مع مؤسسات نشر وتوزيع معروفة لنشر هذا الملحق، وتكتفي بعضها أيضاً بطبعه دون اللجوء لمؤسسات النشر والتوزيع، إلا أن التعاقد مع مؤسسات النشر عادة ما يفضي لجودة أعلى للأبحاث المنشورة، حيث تشترط كثير من هذه المؤسسات حداً أدنى لمستوى الأبحاث التي ستنشرها، كما تضمن مثل هذه المؤسسات توزيعاً أفضل لهذه الأبحاث من تلك التي يطبعها المؤتمر بنفسه، كما تقوم بعض المؤتمرات أيضاً بالتعاقد مع مجلة علمية محكمة لنشر أبحاثها، فتقوم بعملية التحكيم بشكل حذر، ثم تقوم باختيار بعض الأبحاث المتميزة لتنشر في هذه المجلة مباشرة، أو ربما يطلب من أصحابها توسيعها وتعديلها لتصبح جاهزة للنشر في تلك المجلة.

## الفعاليات المصاحبة
تشغل الجلسات العلمية التي يتم فيها عرض الأوراق العملية الحيز الأكبر والأهم من المؤتمر، إلا أن العديد من المؤتمرات تقوم بأنواع مختلفة من الفعاليات العلمية أو الاجتماعية، والتي تختلف أيضاً في شكلها ونوعها بحسب التخخص والبلد الذي يقام فيه المؤتمر، وفي التالي أمثلة لهذه الفعاليات:
- المحاضرة المفتاحية: يلقيها أحد الباحثين البارزين الذين تتم دعوتهم بشكل مباشر من قبل اللجنة التظيمية للمؤتمر، وعادة ما يتم ترتيب وقت مثل هذه المحاضرات بحيث لا تتعارض مع جلسات علمية أو فعاليات أخرى، وذلك حتى يتسنى للجميع حضورها.
- ورشات العمل: تتناول جانباً محدداً من موضوع المؤتمر العام وعادة ما تكون طبيعتها تطبيقية أكثر من الجلسات العلمية الأخرى، وكثيراً ما تسمح المؤتمرات للباحثين بالتقدم بطلبات قبل بداية المؤتمر لتنظيم مثل هذه الورشات، وذلك حتى يستطيع الباحثون الذين يودون الالتقاء والنقاش حول موضوع معين بشكل يناسبهم أن يفعلوا ذلك عن طريق هذه الورشات وضمن إطار المؤتمر.
- المعارض: يعرض فيها عادة مواد ذات علاقة بموضوع المؤتمر، كعرض المخطوطات في المؤتمرات المتخصصة في التاريخ، أو عرض الأجهزة العلمية الحديثة في مؤتمرات العلوم التطبيقية، أو تقديم عروض تصويرية من قبل الطلبة وممثلي المجموعات والمؤسسات البحثية عن أعمال تتعلق بموضوع المؤتمر قاموا بها، كما تقام في بعض الأحيان معارض ليست لها علاقة مباشرة بموضوع المؤتمر، كمعارض الكتب والمعارض التراثية.
- الجلسات الحوارية: تتم فيها انتقاء ودعوة عدد من المشاركين إلى المنصة، فيعطى المجال لهم للحديث حول موضوع معين بشكل عام (دون عرض مباشر لنتائج بحثية)، ويعطى المجال الأكبر في هذه الجلسات للحوار والنقاش حول موضوع الجلسة وطرح الأسئلة على ضيوف الشرف المتواجدين على المنصة.
- المسابقات: كمسابقة أفضل بحث مقدم، وأفضل بحث من قبل طالب، ومسابقات تقنية بين المؤسسات التعليمية كمسابقات الروبوتات في مؤتمرات الذكاء الاصطناعي.
- الجولات السياحية: وتكون إما ذات طابع علمي يتعلق بموضوع المؤتمر أو ذات طابع ترفيهي سياحي صرف، علاوة على أن كثيراً من المؤتمرات تنظم في مناطق سياحية بحتة، وذلك حتى يتسنى للباحثين الاستمتاع والتجول في نفس الوقت الذي يقومون فيه بالالتقاء لمناقشة الأبحاث العلمية.